# Akiko Hiramatsu
Akiko Hiramatsu (jap. 平松 晶子 Hiramatsu Akiko; ur. 31 sierpnia 1967 w Tokio) – japońska seiyū, związana z Ken Production. Sporadycznie udziela również głosu w dubbingu.

## Wybrane role głosowe
- 1992: Mikan – pomarańczowy kot – Tom Kusanagi
- 1993: Sailor Moon R – Karaberas
- 1994: Królewna Śnieżka – Milarka
- 1997: Pokémon –
  - Katsuko (Katrina),
  - Chigusa,
  - Daiki (Dayton),
  - Musashi (Jessie[a])
- 2001: Król szamanów – Nyorai
- 2002: Princess Tutu – Edel